# 交響曲第35番 (モーツァルト)
ヴォルフガング・アマデウス・モーツァルトの作品 ニ長調 K. 385 は、1782年にハフナー家のために作曲されたセレナードであり、同時期に交響曲へと編曲された楽曲である。旧全集では『交響曲第35番』の通し番号が与えられており、交響曲第35番 ニ長調 K. 385「ハフナー」として知られている。

## 解説
本作は通称「ハフナー」（Haffner）と言う。ザルツブルクの元市長の息子であり、モーツァルト自身にとっても幼なじみであったジークムント・ハフナーⅡ世（1756年 - 1787年）の姓に由来する。
モーツァルトがハフナー家のために作曲した楽曲は2つあり、ともにセレナードである。1曲目は1776年に作曲されたセレナード第7番K.250（K6.248b）で、今では『ハフナー・セレナード』と呼ばれ親しまれている。2曲目のセレナードはその6年後の1782年7月末に作曲された。ハフナー家が貴族になったことへの祝賀用のセレナードであったが、オリジナル・フォームのセレナードはメヌエット1曲が散逸している。行進曲（K6. 385a）は2曲目のセレナードのための行進曲であるとされている。
モーツァルトは1783年3月23日の予約演奏会のために旧作であるハフナー家への第2セレナードを交響曲に編曲した。編曲に際して行進曲と2つあったメヌエットのうちのひとつ（散逸した方）を削除し、楽器編成に第1と第4楽章にフルートとクラリネットを加えている。モーツァルトは自作のセレナードを交響曲に編曲することは多く、第1、第4、第5、第7『ハフナー・セレナード』、第9番『ポスト・ホルン』の各セレナードを交響曲に編曲している。本作もこうした一連の編曲交響曲のひとつである。
この曲以降の6つの交響曲（第1楽章の序奏部以外はミヒャエル・ハイドン作である第37番ト長調 K. 444(425a)を除く）は「モーツァルトの6大交響曲」と呼ばれ、モーツァルト交響曲のなかでも特に人気が高い。
アントン・ライヒャは、『ピアノのための36のフーガ』作品36の第7曲で、本曲第1楽章の第1主題を素材として用いている。

## 曲の構成
| 木管         | 木管 | 金管         | 金管         | 打         | 打       | 弦              | 弦 |
| ------------ | ---- | ------------ | ------------ | ---------- | -------- | --------------- | -- |
| フルート     | 2    | ホルン       | 2            | ティンパニ | ●        | 第1ヴァイオリン | ●  |
| オーボエ     | 2    | トランペット | 2            | 他         |          | 第2ヴァイオリン | ●  |
| クラリネット | 2    | 他           |              | 他         | ヴィオラ | ●               |    |
| ファゴット   | 2    | 他           | チェロ       | 他         | ●        |                 |    |
| 他           |      | 他           | コントラバス | 他         | ●        |                 |    |

- 第1楽章 アレグロ・コン・スピリート
ニ長調、4分の4拍子（旧全集では2分の2拍子）、副主題を欠く変則的なソナタ形式。

いきなり2オクターブも音が跳躍する冒頭のテーマは非常に印象的。その後、行進曲風のリズムが続く。ソナタ形式では、通常で主題が2つあるが、この楽章では第2主題がはっきりと出てこない、これはフランツ・ヨーゼフ・ハイドンの交響曲にもよく見られる形式で、展開部は転調を重ね陰影に富んだ形に作られている。当時のソナタ形式では珍しく提示部、展開部・再現部とも繰り返しの指示はない。
- 第2楽章 アンダンテ
ト長調、4分の2拍子、ソナタ形式。
非常に優美なアンダンテ。弦楽器を中心とした楽章で、もともとの用途であったセレナードの雰囲気を感じさせる楽章である。この楽章は交響曲への編曲に際してフルートとクラリネットは加えられなかった。トランペットとティンパニは休止する。
- 第3楽章 メヌエット
ニ長調 - イ長調、4分の3拍子、三部形式。
シンフォニックな主部に続き、トリオではオーボエとファゴットが優雅な旋律を奏でる。この楽章も第2楽章同様にフルートとクラリネットは加えられていない。
- 第4楽章 プレスト
ニ長調、2分の2拍子（旧全集では4分の4拍子）、ロンドソナタ形式。
プレストで演奏されるフィナーレ。形式的にはソナタ形式として解釈できるが、展開部が主調の第一主題で開始されており、ロンド形式の性格も併せ持っている。弦楽器の弱音のユニゾンで始まり、打楽器、管楽器が加わり主題が力強く演奏される。この主題は、そのころ初演された歌劇『後宮からの誘拐』K. 384から採られている。